# سیارک ۱۳۷۴۳
سیارک ۱۳۷۴۳ (به انگلیسی: 13743 Rivkin، نامگذاری:1998SX23) سیزده هزار و هفتصد و چهل و سومین سیارک کشف شده‌است که در ۱۷ سپتامبر ۱۹۹۸ کشف شد.
قدر مطلق سیارک برابر ۱۲.۹ است.